# Университет Маунт-Эллисон
Университет Маунт-Эллисон (англ. Mount Allison University, фр. Université Mount Allison) — канадский университет в городе Саквилл (Нью-Брансуик). Основан в 1839 году, с 1863 года присваивает академические степени как колледж, статус университета носит с 1886 года. Количество учащихся составляет около 2400, преподавание ведётся главным образом на уровне первой академической степени. Среди выпускников Университета Маунт-Эллисон более 50 Родсовских стипендиатов.

## История
Годом основания Университета Маунт-Эллисон считается 1839, а его основателем — предприниматель из Нью-Брансуика Чарльз Фредерик Эллисон (англ. Charles Frederick Allison). Именно по его инициативе в этом году конгрегация Уэслейской методистской церкви приобрела в Саквилле участок под постройку школы для мальчиков. Её строительство началось в июле следующего года, а в 1843 году школа, носившая название «Академия Маунт-Эллисон», приняла первых учеников.
В 1854 году при Академии Маунт-Эллисон открылся женский колледж; его первым директором стала Мэри Электа Адамс, защитница идей о полезности полноценного академического образования для женщин. В 1858 году колледж Маунт-Эллисон получил право на присвоение академических степеней; первые двое выпускников с учёной степенью покинули его стены в 1863 году. В 1875 году Маунт-Эллисон стал первым вузом Британской империи, в котором учёную степень получила женщина — бакалавром наук стала Грейс Энни Локхарт. Через семь лет также в колледже Маунт-Эллисон женщина (Гарриет Старр Стюарт) впервые в Канаде получила степень бакалавра искусств.
В 1886 году устав колледжа был изменён, и он получил статус университета. Первоначально он назывался Университет Маунт-Эллисон-Колледж (англ. University of Mount Allison College), но со временем последнее слово из названия исчезло. В новом университете, тем не менее, продолжалось преподавание в основном дисциплин первой учёной степени.

## Современное состояние
В начале XXI века Университет Маунт-Эллисон — небольшой университет, дающий преимущественно начальное академическое образование (факультет точных наук — единственный, присваивающий степень магистра по таким специальностям как биология и химия; по данным журнала Maclean’s, на магистратуре в вузе занимается менее 20 человек). Общее число студентов, согласно официальному сайту университета — порядка 2300 человек, соотношение числа преподавателей к числу студентов — 1:17. Среднее число студентов на курсе в первые два года обучения — 41, в последние годы учёбы — 14. Порядка половины студентов на первом курсе поступают в университет из-за пределов провинции Нью-Брансуик, в том числе около 10 % — из других стран. Кампус университета сравнительно невелик: его площадь составляет 77 акров, его можно пересечь пешком за 10 минут, а сам он располагается в пяти минутах ходьбы от центра Саквилла.
В университете присваиваются учёные степени по гуманитарным и точным наукам, коммерции, искусству и музыке; абитуриенты могут выбирать из более чем 40 специальностей, в том числе формируя персональную учебную программу. Большой популярностью пользуется факультет искусств, существующий уже 160 лет, среди выпускников которого известный канадский художник Алекс Колвилл. Популярна также программа «Философия, политика и экономика», начавшая работу в 2013 году.
Университет Маунт-Эллисон с 1992 года 20 раз признавался канадским журналом Maclean's лучшим в Канаде вузом первой степени. Среди выпускников университета —  промышленники и популярные журналисты, бывший лейтенант-губернатор Нью-Брансуика, бывшие премьеры провинций Новая Шотландия и Остров Принца Эдуарда. В числе выпускников Маунт-Эллисона более 50 Родсовских стипендиатов, что относительно общего числа студентов выше, чем в любом другом канадском вузе (50-ю Родсовскую стипендию в истории университета получила в 2011 году Ребекка Энн Диксон). Маунт-Эллисон также занимает первое место среди университетов Канады по объёмам пожертвований относительно численности студентов.